# Municipio de Mount Laurel
El municipio de Mount Laurel (en inglés: Mount Laurel Township) es un municipio ubicado en el condado de Burlington en el estado estadounidense de Nueva Jersey. En el año 2010 tenía una población de 41.864 habitantes y una densidad poblacional de 737,04 personas por km².

## Geografía
El municipio de Mount Laurel se encuentra ubicado en las coordenadas 40°00′30″N 74°47′29″O / 40.00833, -74.79139.

## Demografía
Según la Oficina del Censo en 2000 los ingresos medios por hogar en el municipio eran de $63,750 y los ingresos medios por familia eran $76,288. Los hombres tenían unos ingresos medios de $55,597 frente a los $37,198 para las mujeres. La renta per cápita para la localidad era de $32,245. Alrededor del 3.1% de la población estaba por debajo del umbral de pobreza.